# 마흐무드 1세 (셀주크 제국)

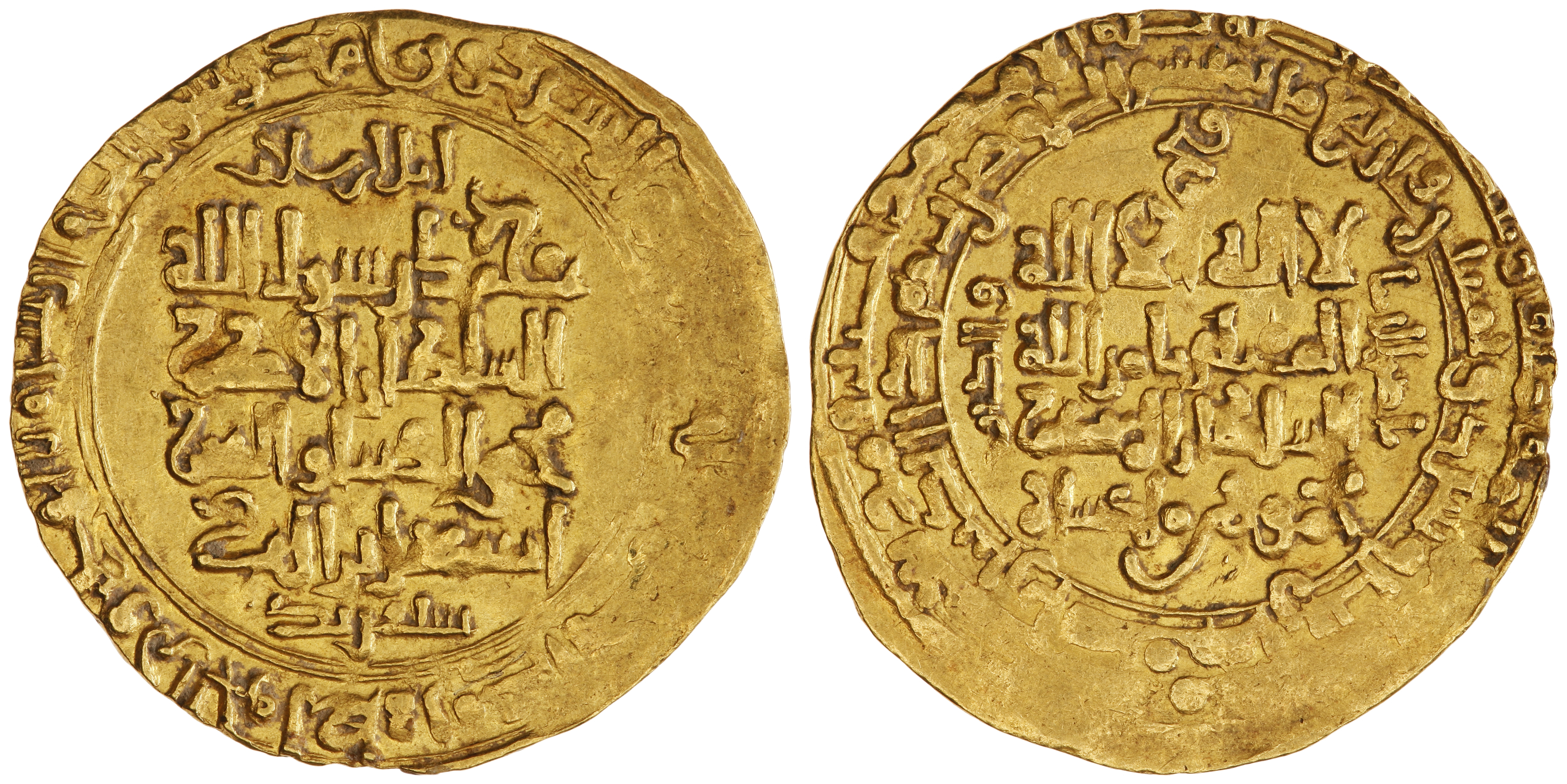

나시르 알둔야 왈딘 마흐무드 1세 이븐 말리크샤(1087년 ~ 1094년)는 말리크샤 1세와 테르켄 하툰 사이에서 태어난 아들이자 말리크샤 1세의 후계자로, 말리크샤 1세의 뒤를 이어 셀주크 제국을 통치했다.(1092년 11월 25일 ~ 1094년 11월 경)

## 생애
마흐무드 1세의 아버지는 셀주크 제국의 말리크샤 1세이고, 어머니는 카라한 왕조의 공주 테르켄 하툰이다. 마흐무드의 위로는 형이 5명 있었는데, 이 가운데 동복 형제는 다우드와 아부 슈자 아흐마드가 있었다. 이들은 모두 말리크샤의 후계자로 인정받았으나, 각각 어린 시절에 죽었다.(다우드: 1082년 사망; 아부 슈자 아흐마드: 1088년 사망)
이후 테르켄 하툰은 마흐무드를 말리크샤의 후계자로 임명하기 위해 노력했다. 그러나 이는 말리크샤의 대재상, 니잠 알물크의 반대를 야기했다. 니잠 알물크는 마흐무드의 나이가 너무 어리다고 생각했고, 이는 제국의 계승에 불안정성을 야기한다고 생각했다. 니잠 알물크는 마흐무드보다는 그의 이복형 바르키야루크가 말리크샤의 후계자가 되는 것이 낫다고 생각했다. 그러나 이 갈등은 니잠 알물크가 1092년 10월 14일에 암살당하고 니잠 알물크의 후임으로 테르켄 하툰의 재상 타즈 알물크 아불가나임이 임명됨으로써, 테르켄 하툰의 승리로 끝이 났다. 그해 11월 중순, 말리크샤 1세 역시 열병으로 사망하였다. 이후 칼리프는 테르켄 하툰과 대재상 타즈 알물크 아불가나임의 지지를 받는 마흐무드 1세가 술탄위에 오르는 것을 인정하였다.
그러나 말리크샤의 죽음 이후에 셀주크 제국에서는 내전이 시작되었다. 이는 니잠 알물크의 세력(즉, 니자미야)과 군대 대부분이 바르키야루크를 지지했기 때문에 발생하였다. 타즈 알물크와 테르켄 하툰은 재빨리 말리크샤의 유해와 이스파한을 장악하였다. 그리고는 군대에 금일봉을 지급하여 충성을 사려했다. 이때 니자미야는 바르키야루크를 라이로 데려가 술탄으로 세웠다.
계승전쟁의 승기를 잡은 것은 바르키야루크의 세력이었다. 바르키야루크는 1093년에 테르켄 하툰에게 패배를 안기고 타즈 알물크를 사로잡은 뒤에 죽였다. 이후 테르켄 하툰은 바르키야루크의 외삼촌, 이스마일 이븐 야쿠티 이븐 차그리를 불러들여 바르키야루크에 대적하려 하였으나, 또한 패배하였고, 이스마일은 처형당했다. 이에 테르켄 하툰은 시리아 방면의 투투쉬 1세와 접촉하려 하였으나, 1094년에 급사했다. 테르켄 하툰이 죽은지 한달 정도가 지난 뒤에 마흐무드 1세 역시 죽었다.